# Апліфтинг-транс
Апліфтинг-транс (Uplifting trance — від англ. Uplift, «підйом») (також відомий як anthem trance та epic trance) — термін, що описує декілька різновидів трансу. Назва, яка з'явилась слідом за прогресивним трансом у 1997 році, базується на почуттях слухачів, які можна описати як «підйом» або «ейфорія».

## Характеристика
Загалом, апліфтинг-транс має легший характер ніж інші різновиди трансу (наприклад Ґоа). Цей стиль має подібну таку ж гармонізацію, що і прогресивний транс, проте більше спирається на мажорні акорди, завдяки чому звучання набуває більш «щасливого» характеру. Мажорний лад переважає в усіх елементах фактури — лінії басу, фігураціях та мелодії, що має тембр зубчастого або прямокутного синтетичного типу. Також музика включає розширені брейкдауни, арпеджування часто переривається або переходить з однієї форми в іншу, тоді як пульсуючі педальні звуки звучать на фоні. Темп композицій як правило становить 135-140 bpm. В апліфтинг-трансі часто застосовується техніка сайдчейн, при якому гучність фонових синтетичних струнних контролюється ударами бас-барабану, завдяки чому створюється ефект міждольової пульсації.

## Історія
Це стиль виник у Німеччині, він є досить популярним на транс-сцені, і є однією з головних форм танцювальної музики в усьому світі.
Деякі шанувальники аплфітинг-трансу вважають, що його родоначальником була композиція The Thrillseekers — Synaesthesia. Після цього треку концепція апліфтінг-трансу змінилася на користь насиченості і багатоелементного складу композицій.
Після комерціалізації прогресивного трансу, починаючи з 1999 року, діджеї та продюсери задумались витоки цієї музики і вирішили «реанімувати» їх. Цікаві релізи перехідного часу «до нового стилю»: Lange — «I Believe» і Lost Witness — «Happiness Happening». Синтез стилю правильно називати uplifting trance, тобто музика, що «підноситься». Вокальна лінія іноді все лишалась, але сильний акцент робився на емоційність композиції — красиві мелодійні звуки, струнні інструменти додавали глибину звуку, і, на відміну від eurotrance з м'яким бітом, в uplifting trance він жорсткіший, з «ударами», що створюють більше відчуття глибини, що у великій мірі впливає на сприйняття цієї музики.
Чітка особливість апліфтингу — розкриття самої теми відбувається саме в «брейк-дауні» — це місце в середині композиції зі зниженими або взагалі відсутніми ударами і низькочастотними звуками. Під час цієї «паузи» слухачеві надається можливість зрозуміти тему композиції, щоб через кілька секунд повернути біт і передати слухачеві всю гаму емоцій від мелодії у поєднанні з бітом. Цікава вокальна робота першого часу, Tukan — «Light a Rainbow». Одночасно з виділенням апліфтингу в 1999 році відбулося широке запровадження ідей із hard house в транс. Наприклад, реліз Cosmic Gate — «Mental Atmosphere». Найвідповідніша назва для такого стилю — hard euro trance. Однак, все частіше hard trance бере ідеї з uplifting, виключаючи і емоційний контекст.
Після 2001 року зручно ділити trance на два напрямки — прогресивний (мелодійний) і Гоа (психоделічний). Після виходу на велику сцену з андерграунду в 2002—2004 роках транс панує в клубах і на рейвах Західної Європи. Композиції грають відомі діджеї — Armin van Buuren, Paul Van Dyk, Ferry Corsten, Judge Jules, Tiesto на таких заходах як Trance Energy, Innercity, Mayday, Gatecrasher, Godskitchen, Creamfields.
У цей же час багато відомих виконавців поп-музики видають свої твори в транс-варіаціях при співробітництві з транс-продюсерами, популярні ремікси на деякі хіти поп-сцени, наприклад Above & Beyond — «What It Feels Like For A Girl» (Madonna), Inez — «Walk Away Tonight» (Daniel Kandi's Remix). Ці та інші подібні релізи досить сильно вплинули на трансову сцену в США.